# Andreas Schlütter
Andreas Schlütter (ur. 17 sierpnia 1972 w Suhl) – niemiecki biegacz narciarski, dwukrotny medalista olimpijski i trzykrotny medalista mistrzostw świata.

## Kariera
Na igrzyskach olimpijskich zadebiutował w 1998 r. podczas igrzysk w Nagano, gdzie jego najlepszym indywidualnym wynikiem było 12. miejsce w biegu pościgowym 10+15 km. Na igrzyskach w Salt Lake City zdobył swój pierwszy medal zajmując wraz z Jensem Filbrichem, Tobiasem Angererem i René Sommerfeldtem trzecie miejsce w sztafecie 4 × 10 km. Na tych samych igrzyskach był też czwarty w biegu na 50 km techniką klasyczną. Cztery lata później, na igrzyskach w Turynie razem z Filbrichem, Angererem i Sommerfeldtem zdobył srebrny medal w sztafecie, a w sprincie drużynowym zajął czwarte miejsce. Na kolejnych igrzyskach już nie startował.
Jego pierwszymi mistrzostwami były rozgrywane w 1995 r. mistrzostwa w Thunder Bay. Indywidualnie zajmował tam miejsca poza pierwszą dziesiątką. Podobne wyniki osiągnął na mistrzostwach w Trondheim i mistrzostwach w Ramsau. Swój pierwszy medal zdobył na mistrzostwach świata w Lahti zajmując razem z Filbrichem, Ronem Spanuthem i Sommerfeldtem trzecie miejsce w sztafecie 4 × 10 km. Dwa lata później, na mistrzostwach w Val di Fiemme Schlütter osiągnął swój najlepszy indywidualny wynik an mistrzostwach zajmując 5. miejsce w biegach na 15 i 30 km techniką klasyczną. Ponadto sztafeta niemiecka ze Schlütterem w składzie wywalczyła srebrny medal. Ten wyniki Niemcy powtórzyli na mistrzostwach świata w Oberstdorfie. Niemieckie mistrzostwa były ostatnimi w karierze Schlüttera.
Najlepsze wyniki w Pucharze Świata osiągnął w sezonie 2001/2002, kiedy to zajął 17. miejsce w klasyfikacji generalnej.
Po zakończeniu czynnej kariery został trenerem w Niemieckim Związku Narciarskim.

## Osiągnięcia

### Igrzyska olimpijskie
| Miejsce | Dzień     | Rok  | Miejscowość    | Konkurencja                        | Czas biegu | Strata   | Zwycięzca                   |
| ------- | --------- | ---- | -------------- | ---------------------------------- | ---------- | -------- | --------------------------- |
| 21.     | 9 lutego  | 1998 | Nagano         | 30 km stylem klasycznym            | 1:33:55,8  | +6:31,3  | Mika Myllylä                |
| 16.     | 12 lutego | 1998 | Nagano         | 10 km stylem klasycznym            | 27:24,5    | +1:23,5  | Bjørn Dæhlie                |
| 12.     | 14 lutego | 1998 | Nagano         | 10 km + 15 km pościgowy            | 1:07:01,7  | +1:30,5  | Thomas Alsgaard             |
| 8.      | 17 lutego | 1998 | Nagano         | Sztafeta 4 × 10 km                 | 1:40:55,7  | +2:20,4  | Norwegia                    |
| 36.     | 22 lutego | 1998 | Nagano         | 50 km stylem dowolnym              | 2:05:08,2  | +12:43,9 | Bjørn Dæhlie                |
| 15.     | 12 lutego | 2002 | Salt Lake City | 15 km stylem klasycznym            | 37:07,4    | +2:11,8  | Andrus Veerpalu             |
| 17.     | 14 lutego | 2002 | Salt Lake City | 2 × 10 km łączony                  | 49:48,9    | +59,3    | Thomas Alsgaard Frode Estil |
| 3.      | 17 lutego | 2002 | Salt Lake City | Sztafeta 4 × 10 km                 | 1:32:45,5  | +49,0    | Norwegia                    |
| 4.      | 23 lutego | 2002 | Salt Lake City | 50 km st. klasycznym               | 2:06:20,8  | +2:34,0  | Michaił Iwanow              |
| 4.      | 14 lutego | 2006 | Turyn          | Sprint drużynowy stylem klasycznym | 17:02,9    | +11,1    | Szwecja                     |
| 7.      | 17 lutego | 2006 | Turyn          | 15 km st. klasycznym               | 38:01,3    | +43,4    | Andrus Veerpalu             |
| 2.      | 19 lutego | 2006 | Turyn          | Sztafeta 4 × 10 km                 | 1:43:45,7  | +15,7    | Włochy                      |

### Mistrzostwa świata
| Miejsce | Dzień     | Rok  | Miejscowość   | Konkurencja              | Czas biegu | Strata   | Zwycięzca        |
| ------- | --------- | ---- | ------------- | ------------------------ | ---------- | -------- | ---------------- |
| 17.     | 9 marca   | 1995 | Thunder Bay   | 30 km stylem klasycznym  | 1:15:52,3  | +5:23,6  | Władimir Smirnow |
| 18.     | 11 marca  | 1995 | Thunder Bay   | 10 km stylem klasycznym  | 24:52,3    | +1:30,7  | Władimir Smirnow |
| 29.     | 13 marca  | 1995 | Thunder Bay   | 10 km + 15 km pościgowy  | 1:06:19,5  | +2:50,6  | Władimir Smirnow |
| 7.      | 17 marca  | 1995 | Thunder Bay   | Sztafeta 4 × 10 km       | 1:34:27,1  | +3:51,8  | Norwegia         |
| 40.     | 2 marca   | 1997 | Trondheim     | 50 km stylem klasycznym  | 2:16:37,5  | +14:38,6 | Mika Myllylä     |
| 4.      | 26 lutego | 1999 | Ramsau        | Sztafeta 4 × 10 km       | 1:35:07,5  | +1:46,4  | Austria          |
| 23.     | 28 lutego | 1999 | Ramsau        | 50 km stylem klasycznym  | 2:18:08,7  | +8:06,6  | Mika Myllylä     |
| 13.     | 15 lutego | 2001 | Lahti         | 15 km stylem klasycznym  | 39:26,0    | +1:19,6  | Per Elofsson     |
| 16.     | 17 lutego | 2001 | Lahti         | 24 × 10 km łączony       | 47:15,5    | +55,8    | Per Elofsson     |
| 3.      | 22 lutego | 2001 | Lahti         | Sztafeta 4 × 10 km       | 1:36:42,5  | +48,0    | Norwegia         |
| 5.      | 19 lutego | 2003 | Val di Fiemme | 30 km stylem klasycznym  | 1:12:29,3  | +2,8     | Thomas Alsgaard  |
| 5.      | 21 lutego | 2003 | Val di Fiemme | 15 km stylem klasycznym  | 35:47,5    | +12,9    | Axel Teichmann   |
| 2.      | 25 lutego | 2003 | Val di Fiemme | Sztafeta 4 × 10 km       | 1:31:56,4  | +0,2     | Norwegia         |
| 18.     | 22 lutego | 2005 | Oberstdorf    | Sprint stylem klasycznym | 2:32,1     | -        | Wasilij Roczew   |
| 2.      | 24 lutego | 2005 | Oberstdorf    | Sztafeta 4 × 10 km       | 1:39:04,4  | +17,7    | Norwegia         |
| 10.     | 27 lutego | 2005 | Oberstdorf    | 50 km stylem klasycznym  | 2:30:10,1  | +16,7    | Frode Estil      |

### Puchar Świata

#### Miejsca w klasyfikacji generalnej
- sezon 1994/1995: 38.
- sezon 1995/1996: 34.
- sezon 1996/1997: 91.
- sezon 1997/1998: 38.
- sezon 1998/1999: 28.
- sezon 2000/2001: 72.
- sezon 2001/2002: 17.
- sezon 2002/2003: 28.
- sezon 2003/2004: 25.
- sezon 2004/2005: 32.
- sezon 2005/2006: 43.

#### Miejsca na podium chronologicznie
| Nr | Dzień      | Rok  | Miejscowość | Konkurencja              | Czas biegu  | Pozycja | Strata | Zwycięzca           |
| -- | ---------- | ---- | ----------- | ------------------------ | ----------- | ------- | ------ | ------------------- |
| 1. | 19 grudnia | 2001 | Asiago      | Sprint stylem klasycznym | -           | 3       | -      | Jens Arne Svartedal |
| 2. | 10 grudnia | 2005 | Vernon      | 30 km łączony            | 1:17:19.2 h | 3       | +2.2 s | Tobias Angerer      |